# Wereldkampioenschap voetbal 2022 (achtste finale) Frankrijk - Polen
Dit artikel gaat over de wedstrijd in in de achtste finales van het wereldkampioenschap voetbal 2022 tussen Frankrijk en Polen die gespeeld werd op zondag 4 december 2022 in het Al Thumamastadion te Doha. Het duel was de derde wedstrijd van de achtste finales van het toernooi.
Frankrijk won de wedstrijd met 3–1 en plaatste zich zo voor de kwartfinale van het WK in Qatar.

## Voorafgaand aan de wedstrijd
- Frankrijk is de nummer 4 van de wereld, Polen de nummer 26.
- Frankrijk is de eerste regerend wereldkampioen in een achtste finale sinds Brazilië in 2006.

## Wedstrijddetails
| Datum                | 4 december 2022         | 4 december 2022         |
| Wedstrijdnummer      | 51                      | 51                      |
| Stadion              | Al Thumamastadion, Doha | Al Thumamastadion, Doha |
| Toeschouwers         | 40.989                  | 40.989                  |
| Scheidsrechter       | Jesús Valenzuela        | Jesús Valenzuela        |
| Man van de wedstrijd | Kylian Mbappé           | Kylian Mbappé           |

| Frankrijk | 3 – 1        | Polen |
| Olivier Giroud 44' (Kylian Mbappé ) Kylian Mbappé 74' (Ousmane Dembélé ), 90+1' (Marcus Thuram )                                                                                          | goals        | 90+9' (pen.) Robert Lewandowski |
| Didier Deschamps | bondscoach   | Czesław Michniewicz |
| Hugo Lloris Jules Koundé 90+2' Raphaël Varane Dayot Upamecano Theo Hernández Adrien Rabiot Aurélien Tchouaméni 66' Antoine Griezmann Ousmane Dembélé 76' Olivier Giroud 76' Kylian Mbappé | opstellingen | Wojciech Szczęsny Matty Cash Kamil Glik 87' Jakub Kiwior Bartosz Bereszyński 71' Grzegorz Krychowiak 71' Jakub Kaminski 64' Sebastian Szymanski Piotr Zieliński 87' Przemyslaw Frankowski Robert Lewandowski |
| Youssouf Fofana 66' Kingsley Coman 76' Marcus Thuram 76' Axel Disasi 90+2' | wissels      | 64' Arkadiusz Milik 71' Krystian Bielik 72' Nicola Zalewski 87' Kamil Grosicki 87' Jan Bednarek |
| Tchouameni 31' | gele kaarten | 47' Bereszynski 88' Cash |
| |              | |